# حدبة كارابللي
حَدَبَة كربلّي أو شُرْفة كربلّي (بالإنجليزية: Cusp of Carabelli) أو حديبة كربلّي (Carabelli's tubercle) هي حدبة إضافية صغيرة في الزاوية الخطية الإنسية الحنكية في الرحى الأولى العلوية. هذه الحدبة الإضافية توجد عادة في الرحى الأولى ويقل احتمال وجودها تدريجيًا في الرحى الثانية والثالثة. هذه الحدبة قد تكون غير موجودة تمامًا عند بعض الأشخاص، وقد تكون موجودة عند آخرين بأشكال متنوعة. في بعض الحالات قد ينافس الحدبات الأساسية في الحجم. تم أول وصف لهذه الحدبة الإضافية عام 1842 عبر العالم الهنغاري جورج كربلّي (Carabelli György) طبيب أسنان محكمة إمبراطور الإمبراطورية النمساوية فرانز.
حدبة كربلّي هي صفة وراثية. اقترح كراوس (Kraus) عام 1951 أن في الاقترانية الزيجوتية متماثلة الزايجوت (homozygosity) للجين هي المسؤولة عن هذه الحدبة، بينما في مغاير الزايجوت (heterozygote) تظهر الأخاديد، الحفر أو النتوءات. أظهرت الدراسات اللاحقة أن تكونها يتأثر بعدة جينات. حدبة كربلّي أكثر شيوعًا في الأوروبيين (75-85% من الأشخاص) ونادرة أكثر في جزر المحيط الهادئ (35-45%).